# Megistó
Megistó  (en llatí Megistonus o Megistonous, en grec antic Μεγιστόνους) fou un notable espartà que es va casar amb Cratesiclea, la mare de Cleòmenes III, de la que en va ser el segon marit. Sembla que Cratesiclea s'hi va casar per garantir la seva fidelitat al partit del seu fill, i efectivament Megistó era completament partidari de les reformes proposades per Cleòmenes.
L'any 226 aC va ser fet presoner per Àrat de Sició en una batalla prop d'Orcomen a Arcàdia, però aviat va ser alliberat perquè al cap de poc tornava a ser a Esparta al costat de Cleòmenes i va donar exemple de les reformes que el rei proposava després de l'assassinat dels èfors, amb l'entrega voluntària de la seva propietat.
El 223 aC quan Cleòmenes va conquerir Argos, Megistó va recomanar no prendre cap mesura contra els ciutadans sospitosos d'afavorir a la Lliga Aquea, excepte l'exigència de 20 ostatges. El mateix any, quan Cleòmenes va ocupar Corint, Megistó, junt amb Triplos o Tritimal va ser enviat a Àrat que era a Sició, amb una oferta de pau que Àrat no va acceptar.
Una mica després el partit aqueu a Argos va instigar una revolta contra la dominació espartana. Cleòmenes va enviar a Megistó amb 2000 homes per sufocar la insurrecció, però poc després d'entrar a Argos va morir en un combat, segons diu Plutarc.